# TCDD DH7000
TCDD DH7000 — серія тепловозів, використовуваних державною компанією Турецька залізниця. Всього було побудовано 20 екземплярів, які були виготовлені в 1994 році компанією TÜLOMSAŞ. У локомотивах використовується дизельний двигун Cummins KTTA 19L1 з системою трансмісії Voith L4. 
Локомотиви мають потужність 710 к.с і в змозі розвивати швидкість до 40 км/год. Вага локомотива становить 51 тонн при довжині 10 184 мм.